# Piuca-Araujo
Piuca-Araujo (llamada oficialmente Santa María de Piúca ou Araúxo) es una parroquia del municipio español de Maceda, en la provincia de Orense, Galicia.

## Toponimia
La parroquia también es conocida por los nombres de Santa María da Piuca y Santa María de Piuca-Araujo.

## Organización territorial
La parroquia está formada por dos entidades de población:
- O Souto
- Piúca

## Demografía
| Gráfica de evolución demográfica de Piuca-Araujo entre 2000 y 2022 |
|                                                                    |
| Datos según el nomenclátor publicado por el INE.                   |